# سیارک ۱۱۱۴۶
سیارک ۱۱۱۴۶ (به انگلیسی: 11146 Kirigamine، نامگذاری:1997WD3) یازده هزار و صد و چهل و ششمین سیارک کشف شده‌است که در ۲۳ نوامبر ۱۹۹۷ کشف شد.
قدر مطلق سیارک برابر ۳۳.۸ است.